# Savate

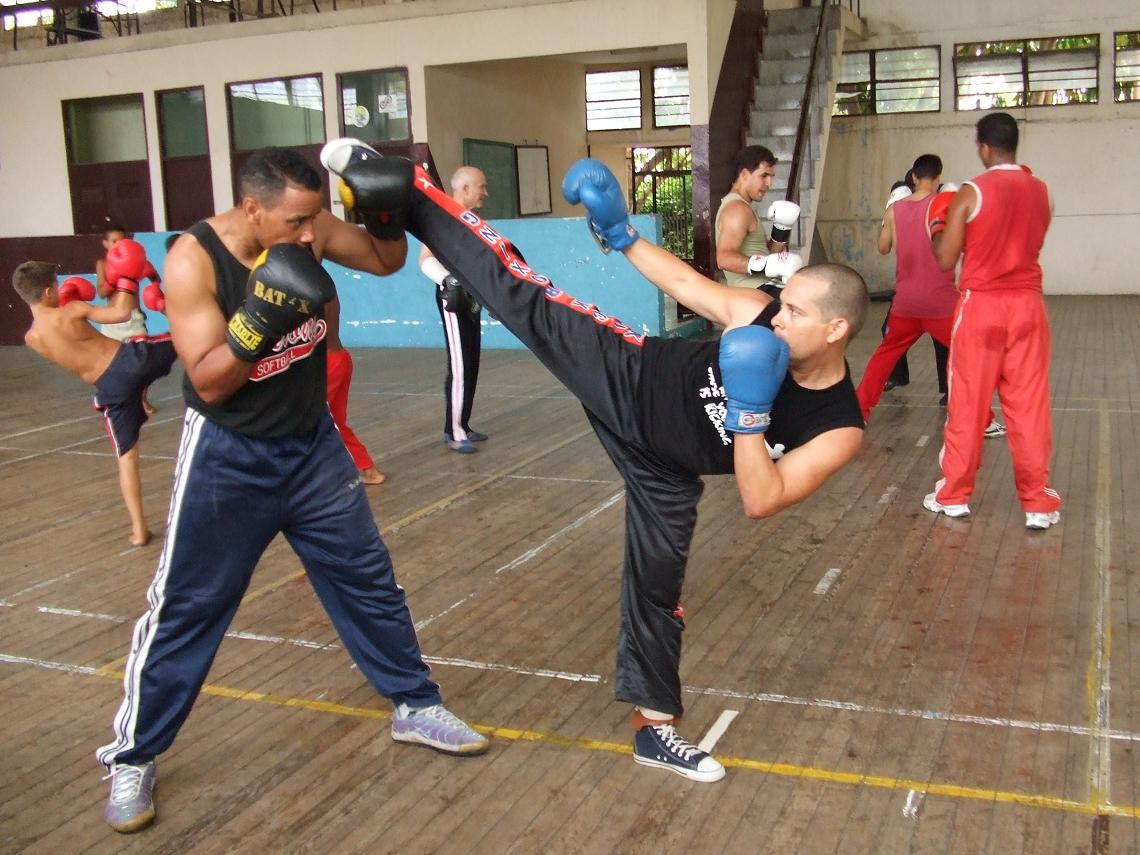
Savate

Savate, también conocido como boxe française (boxeo francés) o kickboxing francés, es un deporte de combate francés —un tipo de boxe pieds-poings— que usa tanto las manos como los pies como armas e incluye elementos del boxeo occidental, técnicas de agarre y técnicas de pierna (solo con los pies). Los practicantes de savate son denominados "savateurs", en el caso de los hombres, y savateuses, en el de las mujeres. 
Savate adquiere su nombre etimológicamente de la palabra francesa bota vieja (calzado pesado que se solía usar durante los combates) y es actualmente una amalgama para las técnicas francesas de lucha callejera de principios del siglo XIX. En esa época, savate era un tipo de lucha común en París y en el norte de Francia; y en el sur, especialmente en el puerto de Marsella, los marineros habían desarrollado otro estilo conocido como jeu marseillais (juego marsellés), que fue renombrado a chausson (zapatilla, que era el calzado que usaban los marineros). En contraste, en esta época en Inglaterra (el lugar de nacimiento del boxeo y las reglas de Queensberry), dar patadas era visto como antideportivo.
Los dos personajes clave en la historia del cambio de lucha callejera a savate moderno son Michel Casseux (también conocido como "le Pisseux") (1794-1869), y Charles Lecour (1808-1894). Casseux abrió en 1825 el primer edificio para practicar y promocionar una versión reglamentada de chausson y savate (prohibiendo los golpes con la cabeza, ataques con los pulgares a los ojos, etc.). De cualquier manera, el deporte aun así no consiguió deshacerse de su reputación de lucha callejera. Un alumno de Casseux, Charles Lecour estuvo expuesto al arte inglés del boxeo sobre el año 1830 y se sintió desfavorecido, solo usando sus manos para golpear los pies del oponente y así alejarlos, en lugar de pegar puñetazos como en el boxeo. Por esta razón se entrenó en boxeo durante dos años antes de, en 1832, combinando boxeo con chausson y savate para crear el deporte de savate boxe française tal y como lo conocemos hoy.
Los reconocimientos más destacados de la respetabilidad de Savate llegaron cuando se incluyó como deporte de exhibición en los Juegos Olímpicos de París 1924 y cuando se fundó la Asociación Boxeo Francés Savate a instancias del Conde Pierre Baruzy. La comunidad Savate se recuperó mucho antes en 1945 y después de 1985, a la que también están subordinadas las variantes francesas de lucha con palos Baton y Canne. A pesar de sus raíces, aprender a practicar este deporte es relativamente seguro. Según USA Savate , "savate está en los lugares bajos de lesiones cuando es comparado con el fútbol, fútbol americano, hockey, gimnasia, baloncesto, béisbol y patinaje en línea".
En la actualidad, savate es practicado en todo el mundo por aficionados: desde Australia a Estados Unidos y desde Finlandia al Reino Unido. Muchos países, como es el caso de Estados Unidos, tiene federaciones nacionales dedicadas a promover el deporte.
El savate moderno da tres niveles de competición: asalto, precombate y combate. En asalto, los competidores necesitan concentrarse en la técnica mientras intentan hacer contacto; árbitros castigan con penalizaciones el uso de fuerza excesiva. Precombate permite una lucha sin trabas en la fuerza siempre y cuando los luchadores lleven protección como cascos y espinilleras. Combate, el nivel más intenso, es similar al precombate, pero el uso objetos de protección está prohibido (excepto en el caso de las coquillas y los protectores bucales).
Muchas artes marciales tienen sistemas de cálculo de nivel de los practicantes, como el color de los cinturones en el karate. De igual manera, el savate usa diferentes colores en los guantes para indicar el nivel de un luchador; aunque, al contrario que disciplinas como el judo o la capoeira, que se asignan nuevos cinturones en cada promoción, cualquier luchador puede usar el mismo par de guantes en varias promociones (por lo que el nivel no se corresponde directamente con el color de los guantes que usa sino con lo que se establece en la licencia). Los novatos empiezan sin color y los diferentes exámenes de ascenso le permiten ascender a azul, verde, rojo, blanco y amarillo por este orden. La competición está restringida para los guantes rojos y superiores; cada federación tiene la posibilidad de establecer cuáles son las condiciones mínimas para poder enseñar el deporte. En Francia es necesario tener el guante amarillo para poder obtener el grado de instructor "moniteur" y el guante de plata en su categoría técnica para acceder al profesorado. En otros países como México, todos los grados técnicos a partir del verde requieren de una evaluación sobre temas de docencia para poder incrementar el desarrollo de esta arte.

## Tipos de encuentros en el boxeo francés
El asalto: Es una forma de encuentro a la "tecla", donde toda la fuerza de los golpes es excluida. Este tipo de confrontación concierne a la mayoría de los licenciados de la Federación francesa, particularmente las mujeres y los jóvenes. El asalto constituye la sola posibilidad para los menos de 18 años de oponerse a otros boxeadores.
El combate : Se trata de una forma de encuentro donde la fuerza de los golpes es autorizada. El uso de las protecciones es obligatorio.

## Practicantes famosos
Gioacchino Rossini, Lord Byron, Dumas, Richard Sylla, Michel Casseux, Joseph Charlemont, Gerard Gordeau, Ernesto Hoost, Cheick Kongo, Alain Ngalani, Charles Lecour, Christian M'Pumbu, Ludovic Millet, Fred Royers, Andrè Panza, Paolo Biotti, François Pennacchio, Alain Soral, Pierre Vigny, Max Greco, Alexandre Walnier, Bertrand Soncourt, Amri Madani, Farid Khider, Christophe Landais, Enoch Effah, Arnaud de Pape, Johnny Catherine, Jacques Dobaria, Kader Kessaghli, Derenik Sargsyan, Fathi Mira, Jérôme Huon, Tony Ancelin, Ismaila Sarr, Djibrine Fall-Télémaque Cyrielle Girodias, Julie Burton, Slimane Sissoko, Julie Lazard, Mike et Sullivan Lambret, Richard et Romain Carbone.